# Fedor Frešo
Fedor Frešo (Pozsony, 1947. január 6. – 2018. június 26.) szlovák rock- és dzsesszgitáros, basszusgitáros.

## Pályafutása
Apja Tibor Frešo (1918–1987) zeneszerző, karmester volt. A pozsonyi Konzervatóriumban végzett. 1962-től zenélt aktívan számos zenekarban. Ezek közül a legfontosabbak: 
- Soulmen (1967–1968)
- Prúdy (1968–1969, 1990, 1992, 1998–1999)
- Collegium Musicum (1969–1973, 1977–1979, 1997, 2008–2018)
- Blue Effect (Modrý Efekt) (1975–1977)
- Fermáta (1981–1984, 1996–1997, 1999–2018)
- T&R Band (1982–1992)
- Traditional Club Bratislava (2002–2011)
- Kosa z nosa (2013–2018)

Zenei rendezőként számos együttessel és zenésszel dolgozott együtt. 2011-ben jelent meg Sideman című könyve.

## Könyve
- Sideman; Marenčin PT, Bratislava, 2011